# Michaił Kasjanow
Michaił Michajłowicz Kaśjanow (ros. Михаил Михайлович Касьянов, ur. 8 grudnia 1957 w Sołncewie w obwodzie moskiewskim) – rosyjski inżynier, ekonomista i polityk, minister finansów Federacji Rosyjskiej w latach 1999–2000, premier Rosji od stycznia 2000 do lutego 2004; od czasu dymisji zaangażowany w działalność opozycyjną przeciwko prezydentowi Władimirowi Putinowi.

## Życiorys
Po ukończeniu w 1974 szkoły średniej rozpoczął studia w Moskiewskim Instytucie Samochodowo-Drogowym. Studia ukończył w 1983. Jest również absolwentem wyższych kursów ekonomicznych przy Państwowym Komitecie Planowania ZSRR a także wyższych kursów języków obcych przy Ministerstwie Handlu Zagranicznego ZSRR.
W latach 1976–1978 odbył służbę wojskową. Od 1978 pracował we Wszechzwiązkowym Instytucie Projektowym i Naukowo-Badawczym Transportu Przemysłowego przy Państwowym Komitecie Budownictwa ZSRR na stanowiskach starszego technika i inżyniera. W 1981 podjął pracę w Państwowym Komitecie Planowania RFSRR na stanowisku inżyniera. W ciągu kolejnych lat pełnił tam także funkcje głównego ekonomisty, głównego specjalisty i naczelnika podwydziału w wydziale zagranicznych stosunków gospodarczych. W latach 1990–1993 pracował w Państwowym Komitecie Ekonomiki RFSRR i Ministerstwie Ekonomiki Federacji Rosyjskiej, gdzie pełnił funkcje naczelnika podwydziału i zastępcy naczelnika zarządu, odpowiedzialnego za współpracę gospodarczą z zagranicą.
Od 1993 był urzędnikiem rosyjskiego Ministerstwa Finansów. Przez dwa lata kierował Departamentem Kredytów Zagranicznych i Długu Zewnętrznego. Zasiadał także w kolegium Ministerstwa. W 1995 został mianowany zastępcą ministra finansów. Po kryzysie finansowym w Rosji w sierpniu 1998 został szefem grupy roboczej, która negocjowała restrukturyzację rosyjskich długów zagranicznych. Dał się poznać jako sprawny negocjator i wkrótce, w lutym 1999 awansował na stanowisko pierwszego zastępcy ministra finansów. W maju 1999 objął kierownictwo resortu finansów, zaś w czerwcu wszedł w skład Rady Bezpieczeństwa Federacji Rosyjskiej. W styczniu 2000, zachowując stanowisko ministra finansów, został mianowany pierwszym wicepremierem. Wobec objęcia przez premiera Władimira Putina funkcji pełniącego obowiązki prezydenta (po ustąpieniu Borysa Jelcyna), Kasjanow faktycznie kierował pracami rządu.
Po wyborze na funkcję prezydenta Władimir Putin powołał Kasjanowa na szefa rządu. 17 maja 2000 Duma Państwowa zatwierdziła nominację Kasjanowa na stanowisko premiera Federacji Rosyjskiej. Jako szef rządu uchodził on za zwolennika liberalnych reform wolnorynkowych. Zarazem kojarzony był ze środowiskiem polityczno-gospodarczym związanym z Jelcynem, które po objęciu funkcji prezydenta przez Putina stopniowo zaczynało tracić wpływy. Jeszcze jako premier Kasjanow krytykował działania władz federalnych wymierzone we właścicieli koncernu Jukos: Michaiła Chodorkowskiego i Płatona Lebiediewa. 24 lutego 2004, tuż po wyborach do Dumy, a przed wyborami głowy państwa Kasjanow został przez prezydenta Putina odwołany ze stanowiska premiera wraz z całym gabinetem.
Po dymisji na rok wycofał się z życia politycznego. Zajmował się działalnością doradczą i analityczną. Do polityki wrócił w lutym 2005, publicznie krytykując sytuację polityczną w Rosji. Ogłosił gotowość stanięcia na czele demokratycznej opozycji przeciwko prezydentowi Putinowi oraz startu w wyborach prezydenckich w 2008. W kwietniu 2006 stanął na czele Sojuszu Ludowo-Demokratycznego, przekształconego w lipcu tego samego roku w Rosyjski Sojusz Ludowo-Demokratyczny. Jako jego lider brał udział w działaniach opozycyjnego bloku Inna Rosja. Wobec braku porozumienia z liderami innych ugrupowań opozycyjnych, w lipcu 2007 Kasjanow ogłosił zerwanie współpracy z Inną Rosją, decydując się na samodzielny start w wyborach prezydenckich. Jego udział w wyborach zablokowała Centralna Komisja Wyborcza, która zakwestionowała 13% spośród zebranych 2 milionów podpisów poparcia pod kandydaturą.
Potępił inwazję Rosji na Ukrainę rozpoczętą w lutym 2022 i wyjechał z Rosji w czerwcu tegoż roku. Stoi na czele partii Partii Wolności Narodowej PARNAS.